# Толошна
Толошна (фр. Tolochenaz) — громада  в Швейцарії в кантоні Во, округ Морж.

## Географія
Громада розташована на відстані близько 90 км на південний захід від Берна, 13 км на захід від Лозанни.
Толошна має площу 1,6 км², з яких на 57,6% дозволяється будівництво (житлове та будівництво доріг), 34,2% використовуються в сільськогосподарських цілях, 7% зайнято лісами, 1,3% не є продуктивними (річки, льодовики або гори).

## Демографія
2019 року в громаді мешкало 1908 осіб (+11,3% порівняно з 2010 роком), іноземців було 29,2%. Густота населення становила 1200 осіб/км².
За віковим діапазоном населення розподілялося таким чином: 23,1% — особи молодші 20 років, 61,7% — особи у віці 20—64 років, 15,2% — особи у віці 65 років та старші. Було 812 помешкань (у середньому 2,3 особи в помешканні).
Із загальної кількості 2328 працюючих 4 було зайнятих в первинному секторі, 767 — в обробній промисловості, 1557 — в галузі послуг.